# Robert Rabiega
Robert Rabiega (ur. 1 lutego 1971 w Berlinie) – niemiecki szachista, arcymistrz od 2002 roku.

## Kariera szachowa
W roku 1987 reprezentował Republikę Federalną Niemiec na rozegranych w Innsbrucku mistrzostwach świata juniorów do lat 18. W 1991 zwyciężył w Berlinie, w 1993 zajął II m. w otwartym turnieju w Dreźnie oraz triumfował (przed m.in. Klaudiuszem Urbanem) w Poznaniu. Rok później w kolejnym turnieju z Poznaniu podzielił II m. (za Dominikiem Pędzichem, z Pawłem Blehmem). Również w roku 1996 osiągnął pierwszy sukces w mistrzostwach Niemiec, dzieląc w Dudweiler III-VI m. W 1997 triumfował w openie w Sprewie oraz w kołowym turnieju w Budapeszcie (z Jozsefem Horvathem), zdobył również tytuł mistrza Berlina. W 2000 ponownie triumfował w mistrzostwach tego miasta oraz osiągnął największy sukces w karierze, zdobywając w Heringsdorf złoty medal w mistrzostwach Niemiec. W 2002 podzielił II m. (za Arkadijem Naiditschem) w turnieju B w Essen, w 2003 r. zwyciężył (wspólnie z m.in. Vlastimilem Babulą i Georgijem Timoszenko) w Grazu, natomiast w 2004 znalazł się w grupie 6 zawodników, którzy w mistrzostwach Niemiec podzielili III m. oraz po raz kolejny zwyciężył w openie w Berlinie. W tym samym roku wystąpił w Barlinku w memoriale Emanuela Laskera, dzieląc II m. (z Barłomiejem Heberlą). W 2005 podzielił I m. w Berlinie, rok później powtarzając to osiągnięcie. W 2007 podzielił I m. (z m.in. Imre Herą, Radosławem Jedynakiem, Ilija Balinowem i Grzegorzem Gajewskim) w turnieju w Obertwart, natomiast w 2008 podzielił II m. w Guben (za Aleksandrem Czerwońskim, z Dominikiem Orzechem).
Jest jednym z niemieckich specjalistów w grze w szachy przyspieszonym tempem. Dwukrotnie (2002, 2003) zdobył tytuły mistrza kraju w grze błyskawicznej oraz trzykrotnie (1998, 1999, 2000) – w szachach szybkich.
Najwyższy ranking w dotychczasowej karierze osiągnął 1 kwietnia 2008 r., z wynikiem 2560 punktów zajmował wówczas 17. miejsce wśród niemieckich szachistów.